# Кинотеатр имени Ленина (Кривой Рог)

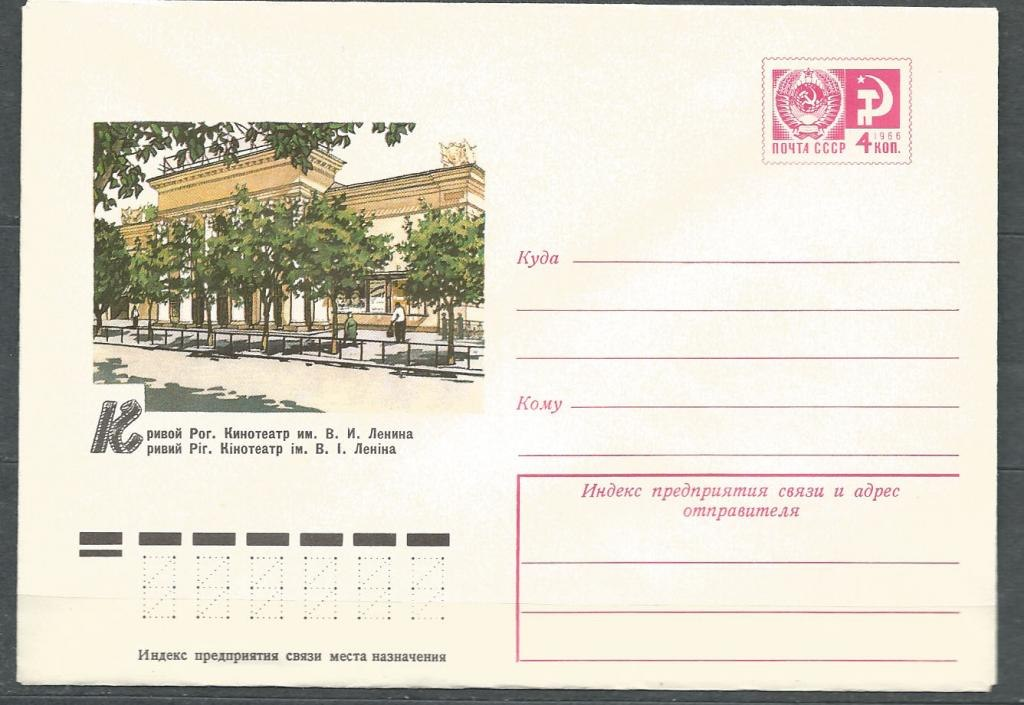
Кинотеатр имени Ленина на почтовом конверте

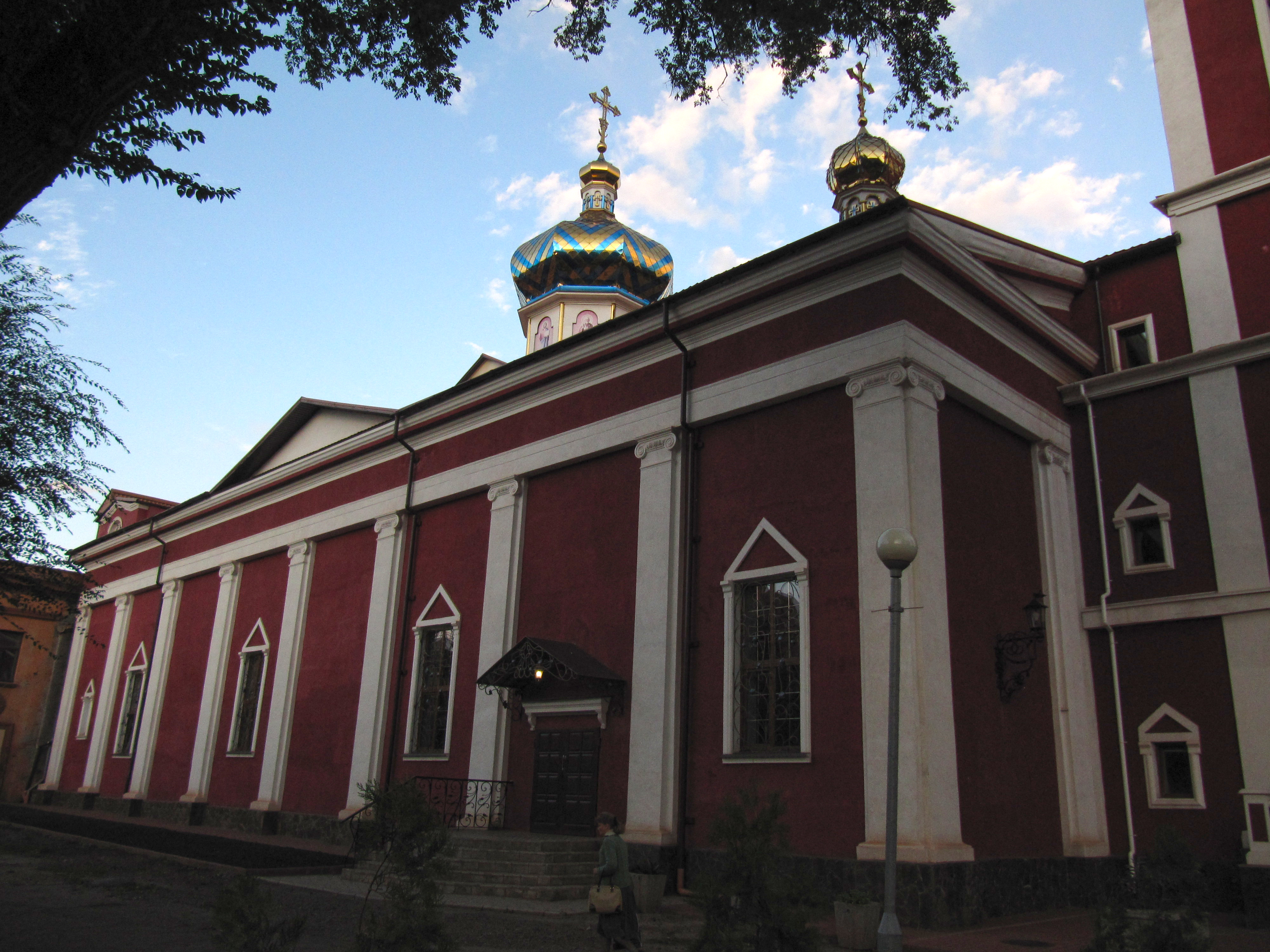
Николаевская церковь в помещении бывшего большого зала

Кинотеатр имени Ленина — исторический кинотеатр в Кривом Роге. Памятник архитектуры местного значения.

## История
В декабре 1928 года было принято решение о строительстве большого кинотеатра «Госкино имени Ленина» на площади Ленина (нынешний перекрёсток Почтового проспекта и Свято-Николаевской улицы). Проект Всеукраинского фотокиноуправления под названием «Зелёный городок» был утверждён 29 апреля 1929 года (архитектор Иосиф Каракис), в этом же году планировалось открытие. В марте 1930 года Криворожский городской совет выделил средства на приобретение оборудования, 25 августа — на звуковой аппарат. Из-за задержки рабочих чертежей и перебоями в поставке материалов первоначальное завершение строительства было перенесено на 1 мая 1930 года. Зал нового кинотеатра, построенного в стиле конструктивизм, имел 720 мест.
10 сентября 1930 года состоялся показ первого фонического фильма. В июле 1932 года кинотеатр был переименован в «Комсомольский кинотеатр имени Ленина». В 1934 году вернули старое название. Тогда же при кинотеатре открыли филиал детского кинотеатра имени Постышева, в клубе Продсоюза в выходные дни и во время каникул, где цена детского билета составляла 20 копеек.
1 июня 1936 года состоялась торжественное открытие нового фойе — построен фонтан, заработал буфет-ресторан, танцевальная площадка, играл духовой оркестр, при кинотеатре начали работать детские кружки по изучению киноаппаратуры и рецензирования фильмов. Кинотеатр стал базовым при проведении кинофестивалей — повышено качество рекламы кинокартин, которая начала сопровождаться аннотациями, введены дневные сеансы, улучшено обслуживание, что способствовало увеличению числа зрителей и улучшению финансового состояния. В октябре 1936 года с успехом прошёл месячник и фестиваль детских фильмов, количество посетителей которых превысило 5 000 человек. Джаз-оркестр кинотеатра обслуживал городской призывной пункт, где в 1938 году регулярно давал концерты.
К 1941 году недостаточная вентиляция и интенсивная влажность привели к ухудшению внешнего и внутреннего вида здания. Незадолго до начала Великой Отечественной войны наибольший успех имел фильм «Богдан Хмельницкий», количество зрителей которого превысило 16 000 человек.
В 1953 году закончено строительство портика в классическом стиле, фасад стали украшать колонны (архитектор В. И. Суманеев). Стиль постройки стал сталинский ампир. В 1959 году пристроен большой широкоформатный зал на 800 мест.
В 1960—1990 годах кинотеатр был местом премьер, встреч с актёрами и режиссёрами, в фойе проводились тематические выставки.
Согласно распоряжению председателя Днепропетровской государственной администрации от 12 апреля 1996 года № 158-р кинотеатр имени В. И. Ленина является памятником архитектуры местного значения с охранным номером 131.
В апреле 1999 года в помещении бывшего кинотеатра был открыт дискоклуб «Центр».
В 2002 году Криворожская епархия получила в аренду бывший большой зал кинотеатра, который с 2005 года стал собственностью религиозной общины. Была произведена реконструкция помещения, а в 2006 году пристроена колокольня.
В 2016 году у кинотеатра открыта новая зона отдыха — оборудован фонтан, высажен сквер, установлена система наружного освещения. В 2017 году реконструкция здания бывшего кинотеатра проводится как перспектива социально-экономического развития Центрально-Городского района. Ответственность за реализацию ремонтного проекта было возложено на управление Криворожской епархии Украинской православной церкви.